# Верх-Ябоган
Верх-Ябоган (рос. Верх-Ябоган) — село Усть-Канського району, Республіка Алтай Росії. Входить до складу Ябоганського сільського поселення.
Населення — 116 осіб (2015 рік).